# Pro Patria et Libertate Sezione Calcio 1950-1951
Questa voce raccoglie le informazioni riguardanti la Pro Patria et Libertate Sezione Calcio nelle competizioni ufficiali della stagione 1950-1951.

## Stagione
Nella stagione 1950-51 la Pro Patria ha disputato il suo ottavo campionato di Serie A, con 34 punti in classifica si è piazzata in decima posizione. Lo scudetto tricolore è stato conquistato dal Milan che ha vinto il campionato con 60 punti, secondo l'Inter con 59 punti, terza la Juventus con 54 punti.

## Rosa
| N. |                     | Ruolo | Calciatore       |
| -- | ------------------- | ----- | ---------------- |
|    | Italia (bandiera)   | P     | Angelo Uboldi    |
|    | Italia (bandiera)   | P     | Eldino Danelutti |
|    | Ungheria (bandiera) | D     | Jenő Vinyei      |
|    | Italia (bandiera)   | D     | Antonio Azimonti |
|    | Italia (bandiera)   | D     | Spartaco Donati  |
|    | Italia (bandiera)   | C     | Giobatta Martini |
|    | Italia (bandiera)   | C     | Guglielmo Toros  |
|    | Italia (bandiera)   | C     | Antonio Fossati  |
|    | Italia (bandiera)   | C     | Alfonso Borra    |
|    | Italia (bandiera)   | C     | Erminio Marussi  |
|    | Italia (bandiera)   | C     | Bruno Orzan      |

| N. |                        | Ruolo | Calciatore        |
| -- | ---------------------- | ----- | ----------------- |
|    | Italia (bandiera)      | A     | Umberto Guarnieri |
|    | Italia (bandiera)      | A     | Lelio Antoniotti  |
|    | Ungheria (bandiera)    | A     | István Turbéky    |
|    | Italia (bandiera)      | A     | Italo Rebuzzi     |
|    | Italia (bandiera)      | A     | Giorgio Barsanti  |
|    | Paesi Bassi (bandiera) | A     | Wim Lakenberg     |
|    | Italia (bandiera)      | A     | Francesco La Rosa |
|    | Italia (bandiera)      | A     | Cosimo Muci       |
|    | Italia (bandiera)      | A     | Ettore Mannucci   |
|    | Italia (bandiera)      | A     | Italo Rossi       |

## Risultati

### Serie A

#### Girone di andata
| Arbitro: | Orlandini (Roma) |

|  |           |                                                                                     |
|  | Marcatori | 41’, 89’ (rig.) K. Hansen 47’, 74’ Præst 55’ Muccinelli 58’ J. Hansen 75’ Boniperti |

| Lucca 17 settembre 1950 2ª giornata | Lucchese       | 0 – 0 | Pro Patria | Stadio Porta Elisa\| Arbitro: \| Gamba (Napoli) \| |
| Arbitro:                            | Gamba (Napoli) |       |            |                                                    |

| Arbitro: | Rigato (Mestre) |

|                                                 |           |                            |
| Sentimenti III 12’ Cecconi 40’, 69’ Höfling 59’ | Marcatori | 13’ Antoniotti 66’ Rebuzzi |

| Arbitro: | Savio (Torino) |

|                         |           |  |
| Guarnieri 28’ Toros 88’ | Marcatori |  |

| Arbitro: | Cartei (Firenze) |

|                                     |           |               |
| Pierobon 2’ Curti 68’ Martegani 81’ | Marcatori | 3’ Antoniotti |

| Arbitro: | Bellè (Venezia) |

|                        |           |  |
| Martini 19’ Vinyei 55’ | Marcatori |  |

| Arbitro: | Tassini (Verona) |

|                                         |           |  |
| Renica 29’ Piola 37’ (rig.) Oppezzo 44’ | Marcatori |  |

| Arbitro: | Gemini (Roma) |

|                          |           |                         |
| Turbeky 8’ Guarnieri 40’ | Marcatori | 31’ Boscolo 79’ De Vito |

| Arbitro: | Corallo (Lecce) |

|                                                                             |           |  |
| Bronée 32’ Di Maso 33’ Galli 2’, 38’, 56’, 58’ Di Maso 61’ Sukru 69’ (rig.) | Marcatori |  |

| Arbitro: | Bellè (Venezia) |

|                                                        |           |                       |
| Guarnieri 10’, 60’ Martini 40’ Toros 42’ Lakenberg 69’ | Marcatori | 1’ (rig.), 3’ Nilsson |

| Arbitro: | Canavesio (Torino) |

|                                                          |           |                           |
| Matteucci 4’ Cervellati 32’ García 43’ Cappello 53’, 88’ | Marcatori | 62’ Lakenberg 66’ Turbeky |

| Arbitro: | Pieri (Trieste) |

|                                |           |              |
| Turbeky 15’, 77’ Lakenberg 69’ | Marcatori | 25’ Spartano |

| Arbitro: | Maurelli (Roma) |

|                      |           |                |
| Remondini 63’ (rig.) | Marcatori | 75’ Antoniotti |

| Arbitro: | Longagnani (Modena) |

|                            |           |              |
| Antoniotti 33’ Rebuzzi 37’ | Marcatori | 81’ Sperotto |

| Arbitro: | Tassini (Verona) |

|                                   |           |  |
| Annovazzi 65’ (rig.) Liedholm 81’ | Marcatori |  |

| Arbitro: | Pieri (Trieste) |

|             |           |             |
| Turbeky 88’ | Marcatori | 16’ Bergamo |

| Arbitro: | Cartei (Firenze) |

|                           |           |                  |
| Turbeky 25’ Guarnieri 53’ | Marcatori | 30’ Perissinotto |

| Arbitro: | Dattilo (Roma) |

|                       |           |             |
| Ghiandi 1’ Meroni 24’ | Marcatori | 87’ Turbeky |

| Arbitro: | Agnolin (Bassano del Grappa) |

|                 |           |  |
| Carapellese 83’ | Marcatori |  |

#### Girone di ritorno
| Arbitro: | Tassini (Verona) |

|                              |           |            |
| Boniperti 75’ Muccinelli 86’ | Marcatori | 5’ La Rosa |

| Arbitro: | Silvano (Torino) |

|                           |           |                       |
| Lakenberg 35’ La Rosa 71’ | Marcatori | 10’ Mike 54’ Cattaneo |

| Arbitro: | Galeati (Bologna) |

|              |           |  |
| Barsanti 21’ | Marcatori |  |

| Arbitro: | Bernardi (Bologna) |

|              |           |  |
| Sørensen 12’ | Marcatori |  |

| Arbitro: | Orlandini (Roma) |

|                |           |  |
| Antoniotti 64’ | Marcatori |  |

| Arbitro: | Tassini (Verona) |

|                                                     |           |  |
| Lorenzi 17’, 75’ Rossetti 23’ Nyers I 34’, 66’, 84’ | Marcatori |  |

| Arbitro: | Bellè (Venezia) |

|                              |           |                 |
| Antoniotti 38’ Guarnieri 71’ | Marcatori | 57’ Arangelovic |

| Arbitro: | Longagnani (Modena) |

|                                                |           |               |
| Azimonti II 18’ (aut.) Petagna 26’ Benegas 74’ | Marcatori | 51’ Guarnieri |

| Arbitro: | Gemini (Roma) |

|                            |           |                      |
| Muci 7’ Giaroli 54’ (aut.) | Marcatori | 16’ (aut.) Guarnieri |

| Arbitro: | Bellè (Venezia) |

|             |           |  |
| Baldini 88’ | Marcatori |  |

| Arbitro: | Gamba (Napoli) |

|                      |           |  |
| Muci 64’ Turbeky 70’ | Marcatori |  |

| Arbitro: | Bertolio (Torino) |

|                          |           |  |
| Sundqvist 7’ Venturi 26’ | Marcatori |  |

| Arbitro: | Rigato (Mestre) |

|               |           |                             |
| Guarnieri 26’ | Marcatori | 17’, 77’ Amadei 46’ Astorri |

| Arbitro: | Liverani (Torino) |

|                               |           |  |
| Roosenburg 7’, 40’ Vitali 10’ | Marcatori |  |

| Busto Arsizio 13 maggio 1951 34ª giornata | Pro Patria         | 0 – 0 | Milan | Stadio Carlo Speroni\| Arbitro: \| Bernardi (Bologna) \| |
| Arbitro:                                  | Bernardi (Bologna) |       |       |                                                          |

| Arbitro: | Canavesio (Torino) |

|                     |           |  |
| Gei 30’ Lorenzo 53’ | Marcatori |  |

| Arbitro: | Savio (Torino) |

|  |           |                           |
|  | Marcatori | 18’, 59’ Muci 72’ Turbeky |

| Arbitro: | Piemonte (Monfalcone) |

|           |           |  |
| Toros 47’ | Marcatori |  |

| Arbitro: | Occhinegro (Taranto) |

|                               |           |                                |
| Toros 11’, 23’, 36’ Orzan 22’ | Marcatori | 16’, 22’ Santos 81’ Gremese II |

## Statistiche

### Statistiche di squadra
| Competizione | Punti | In casa | In casa | In casa | In casa | In casa | In casa | In trasferta | In trasferta | In trasferta | In trasferta | In trasferta | In trasferta | Totale | Totale | Totale | Totale | Totale | Totale | DR  |
| Competizione | Punti | G       | V       | N       | P       | Gf      | Gs      | G            | V            | N            | P            | Gf           | Gs           | G      | V      | N      | P      | Gf     | Gs     | DR  |
| ------------ | ----- | ------- | ------- | ------- | ------- | ------- | ------- | ------------ | ------------ | ------------ | ------------ | ------------ | ------------ | ------ | ------ | ------ | ------ | ------ | ------ | --- |
| Serie A      | 34    | 19      | 13      | 4       | 2       | 35      | 25      | 19           | 1            | 2            | 16           | 12           | 49           | 38     | 14     | 6      | 18     | 47     | 74     | -27 |

### Statistiche dei giocatori
| Giocatore     | Serie A  | Serie A |
| Giocatore     | Presenze | Reti    |
| ------------- | -------- | ------- |
| L. Antoniotti | 32       | 6       |
| A. Azimonti   | 27       | 0       |
| G. Barsanti   | 25       | 1       |
| A. Borra      | 21       | 0       |
| E. Danelutti  | 7        | -9      |
| S. Donati     | 24       | 0       |
| A. Fossati    | 21       | 0       |
| U. Guarnieri  | 35       | 8       |
| W. Lakenberg  | 18       | 4       |
| F. La Rosa    | 13       | 2       |
| E. Mannucci   | 3        | 0       |
| G. Martini    | 31       | 2       |
| E. Marussi    | 6        | 0       |
| C. Muci       | 9        | 4       |
| B. Orzan      | 4        | 1       |
| I. Rebuzzi    | 25       | 2       |
| I. Rossi      | 1        | 0       |
| G. Toros      | 28       | 6       |
| I. Turbeky    | 26       | 9       |
| A. Uboldi     | 31       | -65     |
| J. Vinyei     | 31       | 1       |